# Christianisme proto-orthodoxe
 (mars 2021).
Le contenu est difficilement compréhensible vu les erreurs de traduction, qui sont peut-être dues à l'utilisation d'un logiciel de traduction automatique.
Le christianisme proto-orthodoxe est un terme, formulé par le spécialiste du Nouveau Testament Bart D. Ehrman, utilisé pour décrire le mouvement paléochrétien qui fut le précurseur de l'orthodoxie chrétienne. Ehrman soutient que ce groupe, qui est devenue important à la fin du IIIe siècle, "étouffe son opposition, il affirma que ses vues ont toujours été la position de la majorité et que ses rivaux étaient, et avaient toujours été, des « hérétiques », « qui », volontairement « choisirent » rejeter la « vraie foi ». Les critiques tels que Larry W. Hurtado soutiennent le point de vue traditionnel que le christianisme proto-orthodoxe découlait directement des disciples immédiats de Jésus.

## La position de Ehrman
Afin de former un canon du Nouveau Testament de œuvres unique chrétiennes, les chrétiens proto-orthodoxes ont traversé un processus qui a été achevée en Occident au début du Ve siècle, Athanase, évêque d'Alexandrie, en Égypte, dans sa lettre de Pâques de 367, a énuméré les mêmes vingt-sept livres du Nouveau Testament que l'on trouve dans le canon des écritures défini au Concile de Trente. Le premier conseil qui a accepté le présent canon du Nouveau Testament a peut-être été le Synode de Hippo Regius en Afrique du Nord (393), les actes de ce conseil, cependant, sont perdus. Un bref résumé des faits a été lue et accepté par les conciles de Carthage en 397 et 419.
Pour Ehrman, « les chrétiens proto-orthodoxes soutinrent que Jésus-Christ était à la fois divin et humain, qu'il était un  plutôt que deux, et qu'il avait enseigné à ses disciples la vérité ». Ce point de vue qu'il est « une unité à la fois divine et humaine »  (l'union hypostatique) s'oppose à l'adoptionisme (seulement humain), le docétisme (seulement divine), et le dyophysisme (deux natures).
Pour Ehrman, dans les évangiles canoniques, Jésus est caractérisé comme un guérisseur juif qui dédia son  ministère aux personnes les plus méprisés de la culture locale. Les miracles n'étaient pas rares à une époque « dans le monde antique, [où] la plupart des gens croyaient aux miracles, ou au moins dans leur possibilité ». Bien que la plupart des guérisseurs ont profité de leurs miracles, Jésus erra sur la guérison des pauvres et des affamés[citation nécessaire].

## Critique
Le point de vue chrétien traditionnel est que l'orthodoxie émergea pour codifier et défendre les traditions héritées des Apôtres eux-mêmes. Hurtado affirme que le christianisme "proto-orthodoxe" de Ehrman a été lié, et dépendant de la première expression de la foi chrétiennes dans l'Âge Apostolique :

« ... à un degré remarquable que la dévotion proto-orthodoxe du début du IIe siècle à Jésus représente un souci de préserver, respecter, promouvoir et développer ce qui était alors ce qui était en train de devenir  les expressions traditionnelles de croyance et de respect, et qui avait pris naissance dans les années précédentes du mouvement chrétien. C'est la foi proto-orthodoxe qui tend à affirmer et à développer les traditions dévotionnelles et confessionnelles ... Arland Hultgren a montré que les racines de cette appréciation des traditions de la foi vont effectivement revenir profondément et largement dans le christianisme du Ier siècle. »